# Hermit of Mink Hollow
Albums de Todd Rundgren
Faithful
(1976) Back to the Bars
(1978)
Singles
1. Can We Still Be Friends
Sortie : mai 1978

Hermit of Mink Hollow est le huitième album studio de l'auteur-compositeur-interprète américain Todd Rundgren. Il est sorti en 1978 sur le label Bearsville Records.
Il se compose de douze chansons écrites, composées, interprétées et produites par Rundgren seul dans son studio de Lake Hill (en), dans l'État de New York. À sa sortie, il est bien accueilli par la critique et le public, qui le considèrent comme son album le plus accessible depuis Something/Anything? (1972). La ballade Can We Still Be Friends rencontre un grand succès en single, atteignant la 29e place du Billboard Hot 100 et connaissant de nombreuses reprises.

## Histoire

### Contexte

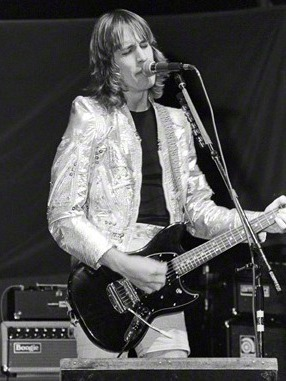
Todd Rundgren sur scène avec Utopia en 1978.

Après avoir fini Faithful, son septième album, Todd Rundgren entame une retraite spirituelle de deux mois. Il se rend en Iran, en Afghanistan, en Inde, au Népal, au Sri Lanka, à Bali, en Thaïlande, au Japon et enfin à Hawaï. Il ouvre également un studio d'enregistrement, Utopia Sounds, à Lake Hill (en), près de Woodstock, dans l'État de New York. Ce studio, avec la maison d'habitation située à côté, lui sert de base d'opérations au cours des six années qui suivent.
Entre Faithful et Hermit of Mink Hollow, Rundgren enregistre trois albums avec son groupe Utopia. Le premier, Disco Jets (en), est un projet disco humoristique resté inédit jusqu'en 2001. Le second, Ra, sorti en février 1977, est un album-concept de rock progressif inspiré par la mythologie égyptienne qui engendre une tournée au dispositif scénique extravagant. Enregistré juste après la fin de cette tournée, Oops! Wrong Planet sort en décembre et donne un aperçu du virage pop que commence à prendre le groupe. La fin de l'année est également marquée par la rupture entre Rundgren et sa petite amie Bebe Buell, une situation qui l'incite à quitter New York pour s'isoler à Mink Hollow.

### Enregistrement
Rundgren enregistre l'intégralité de Hermit of Mink Hollow seul dans son studio d'Utopia Sounds, hormis lorsque l'ingénieur du son Mike Young vient lui rendre visite. Le titre de l'album fait référence à sa solitude, Mink Hollow Road étant le nom de la rue de Lake Hill où se trouve son studio. Il décrit par la suite ce processus comme pénible en raison de l'agencement intérieur : « la salle de contrôle était à l'étage et la batterie au rez-de-chaussée, alors si je faisais une erreur en enregistrant la batterie, il fallait que je coure en haut pour rembobiner la machine. Je n'avais pas de télécommande avec un fil suffisamment long ! »
Les douze chansons qui constituent l'album sont conçues pour être jouées au piano avec des arrangements aussi réduits que possible : chant, guitare basse et batterie. Le travail de composition démarre par la section rythmique, et les paroles sont écrites pour la plupart à la fin. Rundgren explique avoir adopté différentes identités pour interpréter différents passages, citant la coda de Determination pour laquelle il s'inspire de Paul McCartney et de la chanson des Beatles Paperback Writer.

### Parution et accueil
Hermit of Mink Hollow est publié en mai 1978 aux États-Unis par Bearsville Records, avec en guise de pochette un portrait aux teintes bleutées de Rundgren seul dans son jardin. Il se classe no 36 des ventes, tandis que le single Can We Still Be Friends atteint la 29e place du Billboard Hot 100. À la demande de Paul Fishkin, cadre chez Bearsville, Rundgren donne une série de concerts « Greatest Hits » au Bottom Line (en) de New York, au Roxy de Los Angeles et à l'Agora (en) de Cleveland pour promouvoir le disque. Ils donnent lieu à l'album live Back to the Bars, publié en décembre de la même année.
La critique et le public réservent un accueil favorable à Hermit of Mink Hollow,. Considéré comme son disque le plus accessible depuis Something/Anything?, il est davantage commenté et diffusé à la radio que ses précédents opus et acquiert la réputation d'un « regain de forme » après les albums de rock progressif sortis sous le nom d'Utopia. Can We Still Be Friends? devient la plus reprise des chansons de Rundgren, étant interprétée par des artistes tels que Robert Palmer, Rod Stewart, Colin Blunstone ou Mandy Moore.

## Caractéristiques artistiques
Bien que Hermit of Mink Hollow soit souvent comparé à des albums au ton confessionnel comme Blue de Joni Mitchell ou Blood on the Tracks de Bob Dylan, Rundgren affirme que les chansons n'ont pas forcément de caractère autobiographique. Il affirme que le seul objectif de cet album était de présenter ses compositions au piano et sa nouvelle maîtrise du chant. Daryl Hall estime l'avoir influencé dans ce domaine après que Rundgren a produit l'album de Hall and Oates War Babies (en) en 1974, une opinion que partage le claviériste d'Utopia Ralph Schuckett (en). Rundgren minimise l'influence de Hall, jugeant qu'ils s'inspirent tous deux des grands chanteurs de musique soul.
La première face du 33 tours original est sous-titrée « The Easy Side », « le côté facile », et la deuxième face « The Difficult Side », « le côté difficile ». Peu après la sortie du disque, Rundgren explique qu'il s'agit du fruit d'une décision de Bearsville, dont les cadres lui ont demandé de modifier l'ordre des chansons pour mettre en avant les morceaux jugés plus accessibles.

## Fiche technique

### Titres
Toutes les chansons sont écrites et composées par Todd Rundgren.
| 1. | All the Children Sing   | 3:08 |
| 2. | Can We Still Be Friends | 3:34 |
| 3. | Hurting for You         | 3:20 |
| 4. | Too Far Gone            | 2:38 |
| 5. | Onomatopoeia            | 1:34 |
| 6. | Determination           | 3:11 |

| 7.  | Bread          | 2:48 |
| 8.  | Bag Lady       | 3:13 |
| 9.  | You Cried Wolf | 2:20 |
| 10. | Lucky Guy      | 2:04 |
| 11. | Out of Control | 3:56 |
| 12. | Fade Away      | 3:04 |

### Musiciens
- Todd Rundgren : chant et tous les instruments

### Équipe de production
- Todd Rundgren : producteur, ingénieur du son
- Mike Young : ingénieur du son assistant
- Daniel McCauley : photographie

### Classements et certifications
| Classement                    | Meilleure position |
| ----------------------------- | ------------------ |
| États-Unis (Billboard 200)    | 36                 |
| Royaume-Uni (UK Albums Chart) | 42                 |